# Apodemus chevrieri
Apodemus chevrieri és una espècie de mamífer rosegador de la família dels múrids. Només es troba a la Xina. Són rosegadors de petites dimensions, amb una llargada de cap a gropa de 80 a 110 mm i amb una cua de 72 a 105 mm. Viu en zones agrícoles, parts i boscos oberts entre 1.800 i 2.300 msnm.